# Kraftharke
Eine Kraftharke ist ein Zubehörteil für motorisierte Rasenmäher. Anstatt des Mähmessers wird ein Rechen mit Zinken aus Federdraht installiert, der den Rasen belüften und abgestorbenes Pflanzenmaterial aufsammeln soll.
Der Nutzen dieser Geräte ist unter Hobbygärtnern umstritten, da Unkraut kaum entfernt wird und bei zu tiefer Einstellung der Rasen geschädigt wird. Im professionellen Garten- und Landschaftsbau wird die Kraftharke nicht eingesetzt.